# ریو کلارو
ریو کلارو یک شهر در مرکز کشور شیلی است.
جمعیت این شهر در سال ۲۰۰۲ میلادی ۱۲٬۶۹۸ نفر بوده است.